# Heilige Maagd Mariakerk (Julémont)

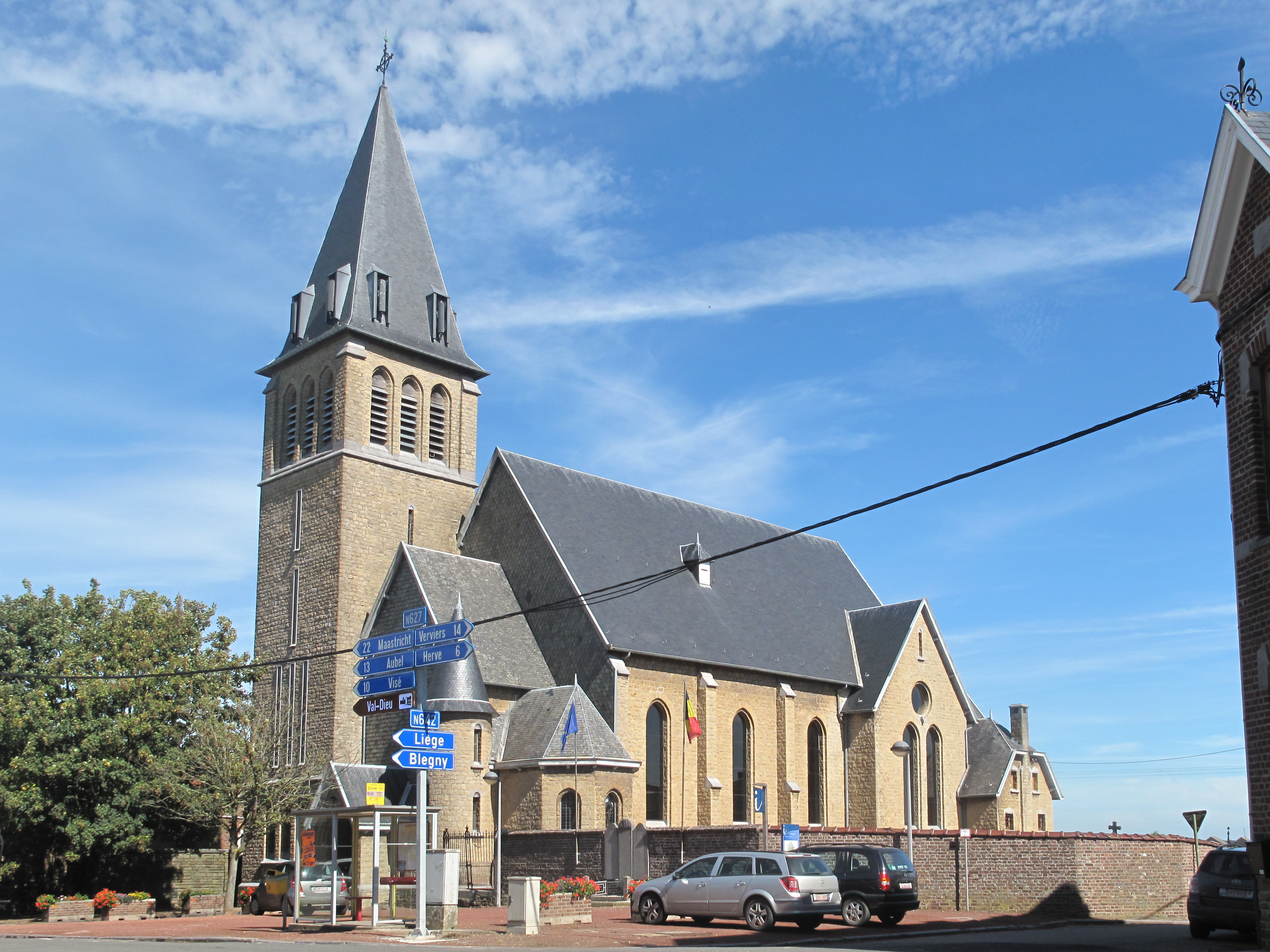
Heilige Maagd Mariakerk

De Heilige Maagd Mariakerk (Église de la Vierge Marie) is de parochiekerk van het tot de Belgische gemeente Herve behorende dorp Julémont, gelegen aan de Chaussée de Julémont.

## Geschiedenis
In de 12e en 13e eeuw stond hier een slotkapel. Reeds in de 15e eeuw was Julémont verheven tot parochie. Uiteindelijk werd in de 18e eeuw een kerk gebouwd, die in 1914 door oorlogshandelingen werd verwoest.
De huidige kerk, in moderne gotiek, is van 1926-1928 en werd gebouwd naar ontwerp van Giullitte. Het is een eenbeukige kruiskerk met vlak afgesloten koor, opgetrokken in blokken tufsteen. Er is een aangebouwde vierkante toren onder tentdak.
In 1928 werd de kerk ingezegend en van hetzelfde jaar zijn de altaren en de communiebank. Deze werden vervaardigd door de firma Saint-Laurent.
Een kruisbeeld van begin 18e eeuw, in gepolychromeerd hout, door de Luikse School, is in de kerk aanwezig. Er is een 12e-eeuws doopvont met vier maskers.
Het naastgelegen kerkhof telt een aantal 17e-eeuwse grafkruisen.